# Stazione di Bucarest Nord
La stazione di Bucarest Nord (in romeno București Gara de Nord), classificata come Bucarest Nord Gruppo A da Căile Ferate Române e chiamata comunemente Gara de Nord, è la principale stazione ferroviaria di Bucarest, nonché la più grande stazione della Romania.

## Storia
La costruzione della stazione iniziò ufficialmente 10 settembre 1868 alla presenza del re Carol I di Romania e terminò nel 1872. L'ultimo restauro è stato nel periodo 1997-1999. 
Inizialmente si chiamava Gara Târgoviștei, dal nome della vicina strada Calea Târgoviștei, oggi Calea Griviţei.
La stazione verrà completamente ristrutturata e modernizzata a partire dal 2025.

## Stato attuale
La stazione è dotata di 8 binari viaggiatori, da dove transitano 14 linee.
Vi transitano circa 200 treni al giorno, compresi i treni internazionali da: Ungheria (Budapest), Bulgaria (Sofia, Varna), Moldavia (Chișinău), Ucraina (Kiev, Leopoli, Černivci), Serbia (Belgrado), Austria (Vienna), Italia (Venezia), Germania (Monaco di Baviera), Repubblica Ceca (Praga), Slovacchia (Bratislava), Polonia (Cracovia), Grecia (Atene, Salonicco), Turchia (Istanbul), Russia (Mosca).

## Collegamenti
La stazione è servita da diverse linee di autobus, filobus e tram, nonché dalla omonima stazione della metropolitana che serve le linee M1 e M4.
La stazione è collegata con l'aeroporto Internazionale Henri Coandă tramite un servizio ferroviario oppure tramite l'autolinea express 780, che la collega anche con l'aeroporto Bucarest-Băneasa.